# Águas da Prata
Águas da Prata est une municipalité brésilienne de la microrégion de São João da Boa Vista.

## Démographie
| Évolution de la population (municipalité) | Évolution de la population (municipalité) | Évolution de la population (municipalité) | Évolution de la population (municipalité) |
| Année                                     | Population                                |                                           | %±                                        |
| ----------------------------------------- | ----------------------------------------- | ----------------------------------------- | ----------------------------------------- |
| 1940                                      | 5 490                                     |                                           | —                                         |
| 1950                                      | 5 882                                     |                                           | 7,1%                                      |
| 1960                                      | 6 753                                     |                                           | 14,8%                                     |
| 1970                                      | 5 876                                     |                                           | −13,0%                                    |
| 1980                                      | 5 717                                     |                                           | −2,7%                                     |
| 1991                                      | 6 692                                     |                                           | 17,1%                                     |
| 2000                                      | 7 131                                     |                                           | 6,6%                                      |
| 2010                                      | 7 584                                     |                                           | 6,4%                                      |
| 2022                                      | 7 369                                     |                                           | −2,8%                                     |
| ,                                         |                                           |                                           |                                           |